# Macharbek Chadarcev
Macharbek Chadarcev (Chadarcaty) (rusky Махарбек Хадарцев), (* 2. října 1964 v Suadagu, Alagirský rajón, Severoosetinská ASSR, Sovětský svaz) je bývalý sovětský a ruský zápasník volnostylař osetské národnosti. Dvojnásobný olympijský vítěz z let 1988 a 1992.

## Sportovní kariéra
Volnému stylu se začal věnovat ve 14 letech ve Vladikavkazu po vzoru svého staršího bratra Aslana. Začínal pod vedením Konstantina Bekmurzova, ale jeho trenér záhy odjel na dva roky do Vietnamu pomáhat s přípravou zápasnického týmu. Od roku 1980 krátce spolupracoval s Vladimirem Kocharem. V roce 1981 následoval svého bratra Aslana do Taškentu, kde se připravoval pod vedením Michaila Bekmurzova a Kazbeka Dedegkajeva. V sovětské seniorské reprezentaci se poprvé prosadil v roce 1986 a získal svůj první titul mistra světa. V roce 1988 odjížděl jako hlavní favorit na olympijské hry v Soulu a bez zaváhání postoupil do finále, ve kterém porazil Japonce Akira Ótu a získal zlatou olympijskou medaili. Koncem roku 1989 se s trenéry vrátil u Uzbecké SSR do Vladikavkazu. V roce 1992 byl nominován na olympijské hry v Barceloně jako zástupce Ruské federace v rámci Společenství nezávislých států. Po bezproblémovém postupu ze základní skupiny ve finále porazil Turka Kenana Şimşeka a obhájil zlatou olympijskou medaili. V dalších letech se pomalu začal zabývat politickým děnín v zemi a na jeho sportovním výkonu se to odrazilo. Od roku 1994 nestačil na mladého Íránce Rasúla Chádema. V roce 1996 s Chádemem prohrál ve finále olympijských her v Atlantě a získal stříbrnou olympijskou medaile. Následně ukončil sportovní kariéru a věnoval se jako vystudovaný právník politické činnosti v Severní Osetii. V roce 1999 se nechal přemluvit k návratu na žíněnku. V roce 2000 startoval na olympijských hrách v Sydney v uzbeckých barvách a nepostoupil ze základní skupiny. Obsadil 14. místo.

## Výsledky
| Turnaj             | Sovětský svaz    | Sovětský svaz    | Sovětský svaz    | Sovětský svaz    | Sovětský svaz    | Sovětský svaz    | Rusko            | Rusko            | Rusko            | Rusko            | Rusko            | Rusko | Rusko | Rusko | Uzbekistán |
| Turnaj             | 1986             | 1987             | 1988             | 1989             | 1990             | 1991             | 1992             | 1993             | 1994             | 1995             | 1996             | 1997  | 1998  | 1999  | 2000       |
| Turnaj             | 22               | 23               | 24               | 25               | 26               | 27               | 28               | 29               | 30               | 31               | 32               | 33    | 34    | 35    | 36         |
| Turnaj             | lehká těžká váha | lehká těžká váha | lehká těžká váha | lehká těžká váha | lehká těžká váha | lehká těžká váha | lehká těžká váha | lehká těžká váha | lehká těžká váha | lehká těžká váha | lehká těžká váha |       |       |       |            |
| ------------------ | ---------------- | ---------------- | ---------------- | ---------------- | ---------------- | ---------------- | ---------------- | ---------------- | ---------------- | ---------------- | ---------------- | ----- | ----- | ----- | ---------- |
| Olympijské hry     |                  |                  | 1.               |                  |                  |                  | 1.               |                  |                  |                  | 2.               |       |       |       | 14.        |
| Mistrovství světa  | 1.               | 1.               |                  | 1.               | 1.               | 1.               |                  | 3.               | 2.               | 2.               |                  | —     | —     | —     |            |
| Mistrovství Evropy | —                | 1.               | 1.               | —                | —                | 1.               | 1.               | —                | —                | 1.               | —                | —     | —     | —     | —          |